# Goncourt, Haute-Marne
Goncourt är en kommun i departementet Haute-Marne i regionen Grand Est (tidigare regionen Champagne-Ardenne) i nordöstra Frankrike. Kommunen ligger i kantonen Bourmont som tillhör arrondissementet Chaumont. År 2018 hade Goncourt 300 invånare.

## Befolkningsutveckling
Antalet invånare i kommunen Goncourt
| Referens: INSEE |